# Daniel Jenz
Daniel Jenz (* 1982 in Esslingen am Neckar) ist ein deutscher Opernsänger der Stimmlage Tenor. Seit 2020 gehört er zum Ensemble der Wiener Staatsoper.

## Werdegang
Jenz studierte an den Hochschulen Mainz und Graz und gehörte dem Jungen Ensemble des Mainzer Staatstheaters an. Er war Preisträger beim Bundeswettbewerb Gesang 2006 und wurde 2009 mit dem Franz-Völker-Preis für Nachwuchstenöre ausgezeichnet. Er war Ensemblemitglied am Stadttheater Hildesheim, am Theater Lübeck und zuletzt am Staatstheater Kassel. Er sang u. a. Baron Kronthal (Der Wildschütz), Tom Rakewell (The Rake’s Progress), Fenton (Die lustigen Weiber von Windsor), Steuermann (Der fliegende Holländer) sowie Tamino (Die Zauberflöte).
Gastengagements führten ihn u. a. an die Staatsoper Berlin, die Opern Frankfurt und Bonn, die Hamburgische Staatsoper, an das Nationaltheater Mannheim, das Landestheater Linz, zum Schleswig-Holstein Musik Festival und in die Liverpool Philharmonic Hall. Er arbeitete mit Philippe Jordan, Marco Armiliato, Pablo Heras-Casado, René Jacobs, Sylvain Cambreling, Dennis Russell Davies, Alexander Soddy,  Vasily Petrenko, Stefan Blunier und Erik Nielsen zusammen.
Beim Lehár-Festival Bad Ischl sang er im Sommer 2019 Maxime de la Vallé in der Operette Clo-Clo von Franz Lehár. Die Produktion wurde von der Sendung Operetten-Boulevard des BR-Klassik mit dem „Frosch des Monats“ August 2019 ausgezeichnet. Die Weltersteinspielung dieser kaum mehr gespielten Operette erschien 2020 zum 150. Geburtstag von Franz Lehár beim Musiklabel Classic production osnabrück.
Seit 2020 gehört er zum Ensemble der Wiener Staatsoper unter der Direktion von Bogdan Roščić. In seiner ersten Spielzeit in Wien war er u. a. in den beiden Neuproduktionen Parsifal von Richard Wagner und L’incoronazione di Poppea von Claudio Monteverdi zu erleben. Letztere Produktion wurde dem Andenken von Nikolaus Harnoncourt gewidmet, dessen von ihm gegründeter Klangkörper, der Concentus Musicus Wien, erstmals an der Wiener Staatsoper zu hören war.

## Wettbewerbe, Auszeichnungen, Stipendien
- Finalist beim Bundeswettbewerb Gesang Berlin und Preisträger der  Franz-Grothe-Stiftung
- Kandidat für den Emmerich-Smola-Förderpreis 2007 in Verbindung mit einer  SWR-Filmproduktion “Musikdebüt – Junge Musiker der Extraklasse”
- Preisträger des Rotary Musikwettbewerbs Wiesbaden
- Preisträger des Franz-Völker-Preis für Nachwuchstenöre
- Stipendiat des  Richard-Wagner-Verbandes Wiesbaden
- Stipendiat der Hanser-Strecker-Stiftung
- Stipendiat der  Stiftung Mainzer Theaterkultur